# Carlos Azevedo
Carlos Azevedo (Lisboa, 29 de marzo de 1949 - Carnaxide, 26 de octubre de 2012) fue un compositor y pianista portugués.

## Biografía
Después de haber estudiado composición con Jorge Peixinho, fue un compositor de música clásica del siglo XX. También fue un pianista y compositor de jazz. 
Mientras que él era profesor y director de la Escuela de Jazz en el Hot Club de Portugal, enseñó a muchos. Entre otros, ha estado acompañado en el escenario por Jan AP Kaczmarek (ganador del Oscar a la "Mejor Banda Sonora Original en 2005"), Steve Potts, Carlos Alberto Augusto, Paleka y Maria João.